# Irgalmas Samaritánus Református Gyermekotthon
Az Irgalmas Samaritánus Református Gyermekotthon egy 1995 óta működő gyermekotthon arra rászoruló lánygyermekek számára Nagydobronyban, Ukrajnában.

## Története
Az 1980-as évek közepétől a Stichting Hulp Oost-Europa holland segélyszervezet nagyon sok humanitárius segélyt szállított Ukrajna több állami gyermekotthonába, azonban ezek a segélyek általában nem jutottak el a gyermekekhez. Ezért elhatározták, hogy létrehoznak egy keresztény gyermekotthont, ami egész Ukrajnában mintaként szolgálna. A Szovjetunió felbomlásakor a Stichting Hulp Oost-Europa segélyszervezet a  Weeshuis der Hervormden (Lindenhof) alapítvánnyal azonnal megkezdte a szervezést és 1995 márciusára már lakhatóvá is tették a két év alatt épült több mint 160m2 alapterületű vadonatúj kétszintes épületet. 1995. december 1-jén a gyermekotthont ünnepélyes keretek közt átadták a Kárpátaljai Református Egyházkerületnek, ahová hivatalosan is tartozik. Később az állandó szponzorok sorába beállt a németországi Partnerhilfe alapítvány is.

## Működése
Ez az intézmény a kezdetektől törekedett az önellátásra, saját gazdaság létrehozására. Eleinte a támogatási összegek rengeteg mindenre voltak elegendőek, olyannyira, hogy akár új épületeket is fel tudtak építeni a „feleslegből”. Azonban az árak és a bérek folyamatos növekedése és a támogatási összegek stagnálása miatt tovább fejleszteni nem tudtak, jelenleg az évi támogatási összeg még a kizárólag a gyermekekkel foglalkozó munkások egy évi minimálbérét sem fedezi. A munkások többsége félig önkéntesen dolgozik. Az átlagon aluli fizetést természetbeni juttatásokkal próbálják meg kompenzálni, és kénytelenek több engedményt is tenni pl. a szabadságok terén. Az elektromos áramot és a gázt is ipari áron kapják, éppen ezért a gázfűtést eddig nem tudták megvalósítani a túl magas költségek miatt. Az ukrán állam ezt az intézményt semmilyen anyagi támogatásban nem részesíti, kivéve a területi tanácstól 2007 februárjában kapott korszerű számítógépet. Mivel egyik példaképe az országnak, a gyermekotthont minden évben meglátogatják miniszterek, különböző régiók főorvosai, s több egyház püspöke is.

## Az épületek
Maga a gyermekotthon egy kilenc hektáros területen fekszik. Itt található a főépület, egy hatalmas melléképület, ezen a területen vannak az istállók és egyéb gazdasági épületek, garázsok, a műhely és a raktárak, valamint még hét fóliaház is (csak a fóliaházak összterülete 7500 m²). A fentiekből érthető, a gyermekotthon mennyire rá van szorulva saját gazdaságára, amit saját erőből és külföldi adományokból hozott létre. A földeken és a fóliaházakban többek között sárgarépát, petrezselymet, karalábét, burgonyát, retket, karfiolt, borsót, babot, paradicsomot, paprikát, céklát, káposztát stb. termesztenek, amiből jut más intézmények támogatására is. Saját méhészetük van, ami biztosítja gyermekek mézzel való ellátását. Szarvasmarha-állományuk valamint sertéstelepük biztosítja a marha-, borjú- és sertéshúst valamint a tejtermékeket: tej, tejföl, túró. Összesen körülbelül 50 hektáros területen termesztenek gabonaféléket: tönkölybúzát, durumbúzát és más malomi búzát, ami biztosítja az állatok takarmányozását egész éven át. Az otthonban működő minipékség biztosítja a mindennapi kenyeret, zsemlét, kiflit és kb. öt féle péksüteményt. A pékséget is holland és amerikai adakozók segítségével indították be és 2004 decembere óta működik.
A mezőgazdasággal való foglalkozás gépeket igényelt, így részben önerőből, részben adományokból létrehoztak egy jól felszerelt gépparkot, amihez több traktor tartozik. A traktorokat és a hozzájuk tartozó felszereléseket saját műhelyben maguk javítják. 1999 óta van egy régi aratógépük is. 2006-ban az amerikai SARA alapítványtól kaptak egy vadonatúj traktort.
A gyerekek részt vehetnek az állatok gondozásában, ellátásában, a mezőgazdasági munkákban, hogy megtapasztalják milyen a munka. Az intézmény egyik célja az, hogy az általuk nevelt gyerekek az intézetből kikerülve a társadalom teljes értékű tagjai legyenek. Azoknak a gyerekeknek pedig, akik fogyatékosságuk miatt nem tudják elhagyni az otthont, megfelelő munkakört biztosítsanak, hogy ne érezzék magukat fölöslegesnek. Tovább tanulni vágyó lányaikat teljes mértékben támogatják az általuk kitűzött célok elérésében.
Nagyon sok külföldi látogató érkezik hozzájuk, ezért 2005-től működtetnek egy vendégházat is, hogy támogatóikat megfelelően el tudják szállásolni. A vendégház rendelkezik egy 60 férőhelyes konferenciateremmel, ahol már több szervezet és csoport szervezett már tucatnyi konferenciát és képzést.
A gyermekotthon nagyon jó kapcsolatot tart fenn az állami gyermekotthonokkal, iskolákkal, gyermekkórházakkal, elmegyógyintézetekkel, vakok és siketek intézeteivel. Megtermelt javaikból és a kapott humanitárius segélyekből lehetőség szerint juttatnak a fent említett és más intézeteknek.
Kétéves kortól tizenkét éves korig vesznek fel gyermekeket, akik csak leányok lehetnek. A felvételkor a gyermekek vallási, nemzeti hovatartozását nem veszik figyelembe, hanem csak a rászoruló (azaz nehéz szociális helyzetben lévő) vagy súlyosan testi- vagy szellemi fogyatékos, árva, félárva vagy veszélyeztetett környezetben lévőt veszik fel. Ezért nevezték el az otthont az irgalmas samaritánusról. A gyermekek között többen olyanok, akikről szüleik lemondtak. Az állami gyermekotthonokból idehozott 3-4 éves gyermekek különböző betegségekkel kerültek hozzájuk, mindegyikük diagnózisában ott állt a szellemi- és testi fogyatékosság és a beszélőkészség hiánya. Ezek a gyerekek azóta majdnem mindnyájan beszélnek, és egy részük már a helyi iskolában illetve a Nagydobronyi Református Líceumba tanul. Többen zeneiskolába, kisegítő iskolába járnak és vannak, akik a gyermekotthonon belül dolgoznak konyhai kisegítőként és titkárnőként, mert már befejezték tanulmányaikat.
Azok a gyerekek, akik fizikailag, szellemileg alkalmasak az iskolai képzésre, egyedül járnak a több mint egy kilométerre lévő Nagydobronyi Középiskolába, az idősebbek istentiszteletre és más foglalkozásokra is. Itt a gyermekek megismerik a község lakosait, látják az udvarok, porták virágait, fáit, háziállatait. Megtanulják a közlekedési rend szabályait, így ismerik meg környezetüket, találnak barátokat, így könnyebben boldogulnak majd az életben. A gyerekek az intézet neveltjei addig maradnak, amíg az szükséges, vagyis akár életük végéig.
A helyi és a környező gyülekezetek tagjai minden második héten hazavihetik "saját gyermekeiket" szombat délutántól vasárnap délutánig. Ezek csak olyan személyek lehetnek, akik erre erkölcsileg megfelelnek. A családlátogatással a gyermekekben a keresztény családi életről való képet próbálják meg kialakítani.
A gyermekcsoportok létrehozásakor figyelembe veszik a gyermekek korát, jellemét, testi- és szellemi képességeit. Egy-egy osztályban hat-nyolc gyermek van. Mindegyik szobához külön fürdőszoba tartozik, a mozgássérültek számára speciális fürdőszoba van kialakítva. Helyben biztosítják az oktatást azok számára, akik fizikailag képtelenek iskolába járni, vagy szellemileg visszamaradottak. A gyermekeknek az udvarban van egy 60 m hosszú, 80 cm széles virágágy, ami a tolókocsisok számára is megadja a virágnevelés örömét. Az épületben van foglalkoztató-terem, számítógépterem állandó internetes hozzáféréssel, van terápiaszoba, könyvtár, tanulószoba és tanulókonyha.
A gyerekeknek lehetőségük van különböző szabadtéri szórakozási lehetőségre minden korosztály számára, játszóterek, focipálya, fürdőmedence áll rendelkezésükre és lehetőség van lovaglásra is. Található itt egy halastó is, amin csónakázni lehet és minden gyereknek, aki tud biciklizni, saját kerékpárja van, gyakran kirándulnak a közeli erdőbe. Rendszeresen szerveznek különböző kirándulásokat a szünidő alatt. Meglátogatják Kárpátalja nevezetességeit, városait. Több alkalommal tesznek látogatást a közeli városokba, hogy megismerjék a városi életformát is.

## Külső hivatkozások
- A gyermekotthon ritkán frissített blogja